# Alexander Agassiz

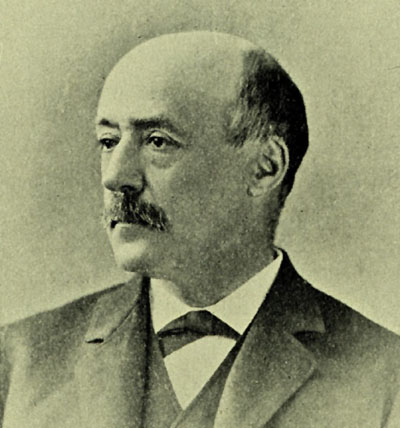
Alexander Emanuel Agassiz

Alexander Em(m)anuel Rodolph Agassiz (* 17. Dezember 1835 in Neuchâtel/Schweiz; † 27. März 1910 auf der Adriatic (II) der Vereinigten Staaten auf dem Weg von Southampton nach New York) war ein schweizerisch-amerikanischer Geologe und Anatom, Sohn von Louis Agassiz und Stiefsohn von Elizabeth Cary Agassiz. Er war Professor für Zoologie an der Harvard University und Direktor des Museum of Comparative Zoology, heute als Louis Agassiz Museum of Comparative Zoology bezeichnet.

## Leben und Werk
Alexander Agassiz wanderte 1849 zusammen mit seinem Vater in die USA aus. Dort begann er ein Studium der Ingenieurwissenschaften und der Chemie, das er mit dem Bachelor of Science an der Lawrence Scientific School abschloss. Danach arbeitete er bis 1859 als Assistent bei der U.S. Coast and Geodetic Survey. Von 1865 bis 1869 studierte er Biologie an der Harvard University. 1862 wurde er in die American Academy of Arts and Sciences, 1866 in die National Academy of Sciences und 1875 in die American Philosophical Society gewählt. 1879 wurde Agassiz zum korrespondierenden Mitglied der Akademie der Wissenschaften zu Göttingen, 1882 zum Mitglied der Leopoldina, 1886 zum korrespondierenden Mitglied der Bayerischen Akademie der Wissenschaften und 1887 der Académie des sciences gewählt. Seit 1897 war er Ehrenmitglied ("Honorary Fellow") der Royal Society of Edinburgh.
1902 erhielt er den Orden Pour le Mérite der Wissenschaften und Künste.
Wie sein Vater war Alexander Agassiz Spezialist für Ichthyologie. Als Superintendent und Geologe war er für Kupferminen zuständig. Er leitete größere amerikanische Expeditionen, beispielsweise 1875 zu den Kupferminen Perus und Chiles. Die marinen Expeditionen brachten ihn unter anderem auf die Westindischen Inseln, die Fidschi-Inseln, Panama, Galápagos-Inseln, Australien und zum Great Barrier Reef.
Sein Vater Louis Agassiz hatte das Museum of Comparative Zoology gegründet. Alexander Agassiz übernahm von ihm, bis 1880 gemeinsam mit Louis-François de Pourtalès, die Leitung des Museums, war aber – im Gegensatz zu seinem Vater – dem darwinistischen Weltbild zugewandt. Einen großen Teil seiner Arbeit widmete er der Evolutionsforschung.
Alexander Agassiz war 1901–1907 Präsident der National Academy of Sciences. Ihm zu Ehren ist die Alexander Agassiz Medal der National Academy of Sciences benannt, die seit 1913 für Leistungen in der Ozeanographie vergeben wird.

## Alexander-Agassiz-Professuren
Die Alexander-Agassiz-Professur für Zoologie an der Harvard University wird als eine prestigeträchtige Position angesehen. Die Professur hatten unter anderem:
- Richard Lewontin
- Ernst Mayr[10] 1953–1975
- Stephen Jay Gould[11] 1982–2002
- Irvine George Lauder[12]

## Publikationen
- On the embryology of echinoderms. In: Mem. Ann. Acad. Arts and Sci. Vol. 9, 1864, doi:10.5962/bhl.title.11350
- mit E. C. Agassiz: Seaside Studies in Natural History., Boston J.R. Osgood & Co., 1865
- North American Acephalae. Cambridge 1865, doi:10.5962/bhl.title.40081, doi:10.5962/bhl.title.1837, doi:10.5962/bhl.title.11629
- Embryology of the starfish. Boston 1865, doi:10.5962/bhl.title.62277
- Seaside studies in natural history. Boston 1865, doi:10.5962/bhl.title.18084, doi:10.5962/bhl.title.1802
- Seaside studies in natural history. Boston 1871, doi:10.5962/bhl.title.55568, doi:10.5962/bhl.title.11143
- Revision of the Echini. Cambridge 1872–1874, doi:10.5962/bhl.title.40080
- North American starfishes. Cambridge 1877, doi:10.5962/bhl.title.15789
- On the young stages of some osseous fishes. 1877–1882, doi:10.5962/bhl.title.52001
- Selections from embryological monographs. Cambridge 1882–1884, doi:10.5962/bhl.title.15858
- The Porpitidæ and Velellidæ. Cambridge 1883, doi:10.5962/bhl.title.15857
- Report on the Echini. Cambridge 1883, doi:10.5962/bhl.title.15905
- Selections from embryological monographs: Crustacea. Band 3: Acalephs and polyps, Cambridge, 1884.
- The development of osseous fishes. Cambridge 1885–1915, doi:10.5962/bhl.title.49093, doi:10.5962/bhl.title.13160
- A contribution to American thalassography : Three cruises of the United States Coast and geodetic survey steamer "Blake", in the gulf of Mexico, in the Caribbean sea, and along the Atlantic coast of the United States, from 1877 to 1880. Boston 1888, doi:10.5962/bhl.title.2049, doi:10.5962/bhl.title.29828, doi:10.5962/bhl.title.21866, doi:10.5962/bhl.title.26524
- Calamocrinus diomedæ : a new stalked crinoid, with notes on the apical system and the homologies of echinoderms. Cambridge 1892, doi:10.5962/bhl.title.16301
- Medusæ. Cambridge 1902, doi:10.5962/bhl.title.41325
- Preliminary report and list of stations. Cambridge 1902, doi:10.5962/bhl.title.48599
- The coral reefs of the Maldives. Cambridge 1903, doi:10.5962/bhl.title.41520
- The coral reefs of the tropical Pacific. Cambridge 1903, doi:10.5962/bhl.title.41332, doi:10.5962/bhl.title.46252
- The Panamic deep sea Echini. Cambridge 1904, doi:10.5962/bhl.title.41526
- General report of the expedition. Cambridge 1906, doi:10.5962/bhl.title.41527
- Hawaiian and other Pacific Echini. Cambridge 1907–1917, doi:10.5962/bhl.title.42203
- Echini. The genus Colobocentrotus. Cambridge 1908, doi:10.5962/bhl.title.48983
- The shore fishes. Cambridge 1911, doi:10.5962/bhl.title.39787